# 前磨头站
前磨头站是位于河北省深州市前磨头镇的一个铁路车站，邮政编码052871。车站建于1940年，有石德铁路经过该站，现办理客货运业务，车站及其上下行区间均已电气化。车站距离石家庄站102公里，隶属中国铁路北京局集团，是三等站。